# International Code of Nomenclature for Cultivated Plants
International Code of Nomenclature for Cultivated Plants (ICNCP) är en internationell standard som reglerar namngivningen på sorter och grupper hos trädgårds- och kulturväxter. Även handelsbeteckningar behandlas; däremot tar den inte upp skapande och användning av varumärken och för serier lämnar den bara rekommendationer.

## Upplagor
Nio upplagor av koden har publicerats:
- ICNCP, första upplagan, 1953.
- ICNCP, andra upplagan, 1958.
- ICNCP, tredje upplagan, 1961.
- ICNCP, fjärde upplagan, 1969.
- ICNCP, femte upplagan, 1980.
- ICNCP, sjätte upplagan, 1995.
- ICNCP, sjunde upplagan, 2004.
- ICNCP, åttonde upplagan, 2009.
- ICNCP, nionde upplagan, 2016.